# Stabilisierungsfonds
Der Stabilisierungsfonds (russisch стабилизационный фонд Российской Федерации englisch: Stabilization Fund of the Russian Federation SFRF) ist ein Sondervermögen (Staatsfonds) der Regierung der Russischen Föderation.

## Geschichte
Der Fonds wurde im Jahr 2004 für den Fall sinkender Staatseinnahmen aufgrund sinkender Weltmarktpreise für Erdöl geschaffen, basierend auf den Erfahrungen der Rubelkrise des Jahres 1998.
Im Jahr 2008 wurde der Fonds in einen Reservefonds (Резервный фонд Российской Федерации) und in einen Wohlstandsfonds (Фонд национального благосостояния России) aufgeteilt. Mit dem Reservefonds werden Staatsausgaben finanziert, wenn der Ölpreis unter eine bestimmte Marke sinkt. Wenn nach der jährlichen Aufstockung des Reservefonds weitere überschüssige Mittel vorhanden sind, werden diese dem Wohlstandsfonds zugewiesen, mit welchem das Funktionieren der Pensionsfonds abgesichert und die nationalen Wohlstandsprojekte im Bereich der Infrastrukturentwicklung finanziert werden.
Die Fonds werden vom russischen Finanzministerium unterhalten, welches gewisse Aufgaben der Vermögensverwaltung an die russische Zentralbank delegiert.
Im Juni 2017 schlug der Finanzminister vor, beide Fonds (erneut) zusammenzulegen, worüber die Regierung zu entscheiden habe. Entsprechend diesem Vorschlag unterzeichnete Präsident Wladimir Putin am 31. Juli 2017 ein Dekret über die Vereinigung beider Fonds unter dem Namen Fonds der Nationalen Wohlfahrt (ФНБ Фонд национального благосостояния) zum 1. Februar 2018. Zum ersten Juni 2017 hatte der Reservefonds einen Umfang von 932 Mrd. Rubel; der Wohlfahrtfonds von 4.192 Mrd. Rubel.
Zum 1. Februar 2022, vor dem Überfall auf die Ukraine, kam der Wohlstandsfonds auf eine Summe von 174,9 Mrd. US-Dollar (13.610,27 Mrd. Rubel). Am 22. Februar 2022 wurde der Wohlfahrtsfonds von den USA mit Sanktionen gegen Russland seit dem Überfall auf die Ukraine belegt. Im Oktober 2024 waren 60 Prozent des Bestandes illiquide. Ende 2024 beliefen sich die liquiden Mittel auf 3,4 Billionen Rubel.